# Brooklyn Decker
Brooklyn Danielle Decker est un mannequin et une actrice américaine née le 12 avril 1987 à Kettering, dans l'Ohio.
Elle commence sa carrière et se fait remarquer par le mannequinat, dans les années 2000. Elle enchaîne alors les contrats publicitaires et pose pour de nombreux magazines, dont le sportif Sports Illustrated, de 2006 à 2009. Elle a, notamment, défilé pour la célèbre marque de lingerie américaine, Victoria's Secret, en 2010.
Parallèlement, elle apparaît dans diverses séries télévisées telles que Chuck, Ugly Betty, The League ou encore Royal Pains.
Dans les années 2010, elle se consacre à sa carrière d'actrice. Elle débute par la comédie Le Mytho (2011), suivront, entre autres, le blockbuster Battleship (2012), la comédie Ce qui vous attend si vous attendez un enfant (2012), le film d'action Stretch (2014) et le drame romantique Lovesong (2016).
Depuis 2015, elle joue un rôle récurrent dans la série acclamée Grace et Frankie.

## Biographie

### Jeunesse et formation
Née à Kettering, dans l'Ohio, Brooklyn Decker est la fille aînée de Tessa Moore, une infirmière, et de Stephen Decker, un vendeur de pacemakers. Elle a un jeune frère, prénommé Jordan Decker (né en 1990). Elle partage la même date de naissance que sa mère et sa grand-mère. Sa famille s'est ensuite installée à Middletown, puis à Matthews.
Plus jeune, elle est repérée par une agence de mannequins dans un centre commercial de Charlotte. Elle commence alors à poser pour Mauri Simone, une marque de robes de soirée.
En 2003, à seize ans, elle remporte le prix du « mannequin de l'année » lors du concours « Connections Model and Talent Convention ».

### Carrière

#### Débuts et révélation par le mannequinat

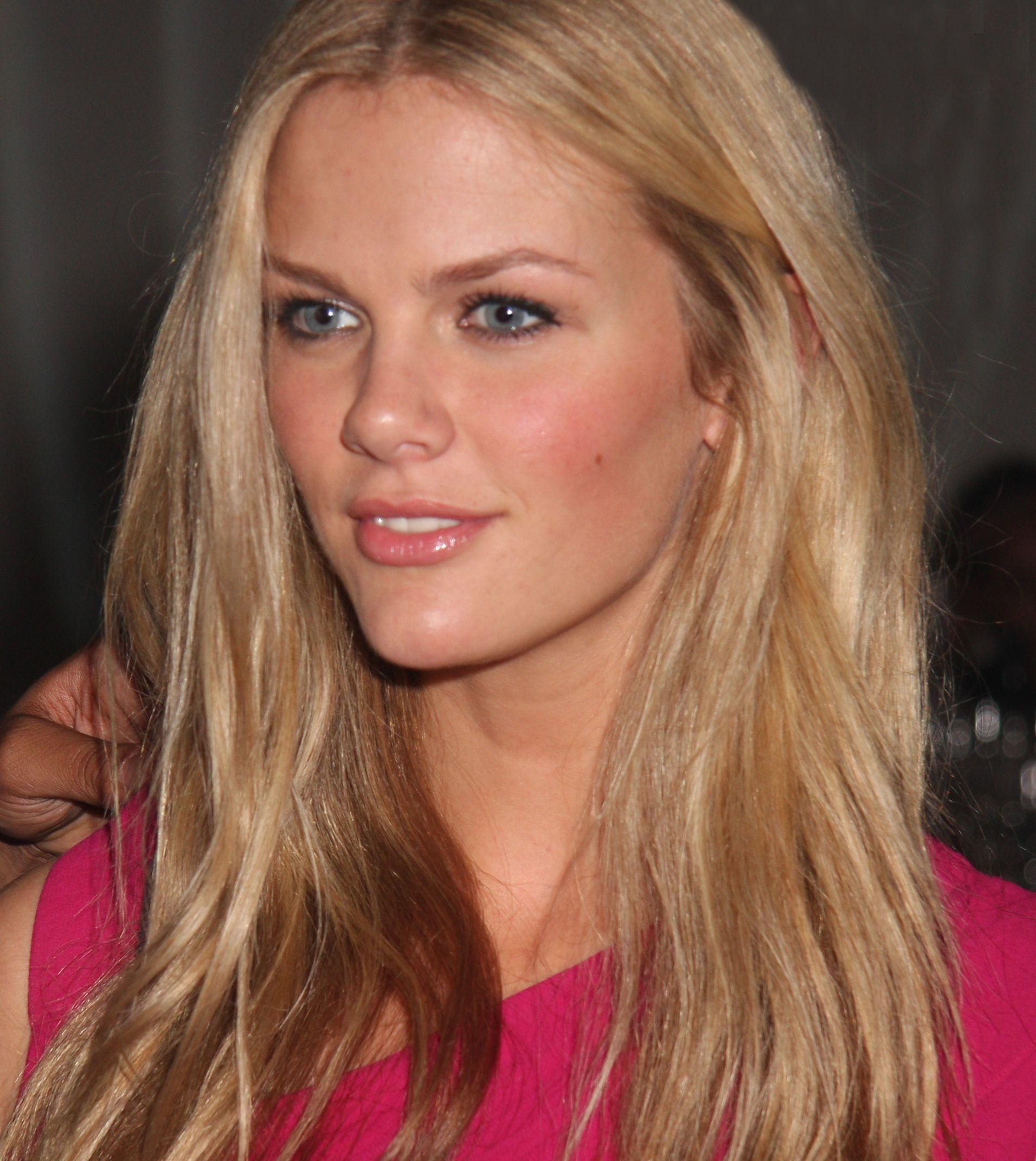
Photographiée en 2009.

Brooklyn Decker pose pour les magazines Teen Vogue, Cosmopolitan, FHM, Glamour et travaille pour les marques Gap, Intimissimi et Victoria's Secret. Elle est apparue dans des clips vidéos de Jimmy Buffett et 3 Doors Down.
En 2005, lorsqu'elle déménage à New York, elle auditionne pour le magazine sportif Sports Illustrated dans lequel elle apparaît en 2006, 2007 et 2008 lors des éditions spéciales maillots de bains, ce qui la fait réellement connaître aux États-Unis. Elle est en couverture de l'édition 2010, qui a pour cadre les îles Maldives.
En 2007, elle devient, aux côtés de Paul Zimmermann, chroniqueuse sur le site de CNN ; elle y commente les matchs de football américain de la semaine.
En 2010, elle rejoint la rédaction de Sports New York et commente le tournoi de basket NCAA. Elle est également membre du jury de la cinquième saison de Germany's Next Topmodel.

#### Cinéma et télévision

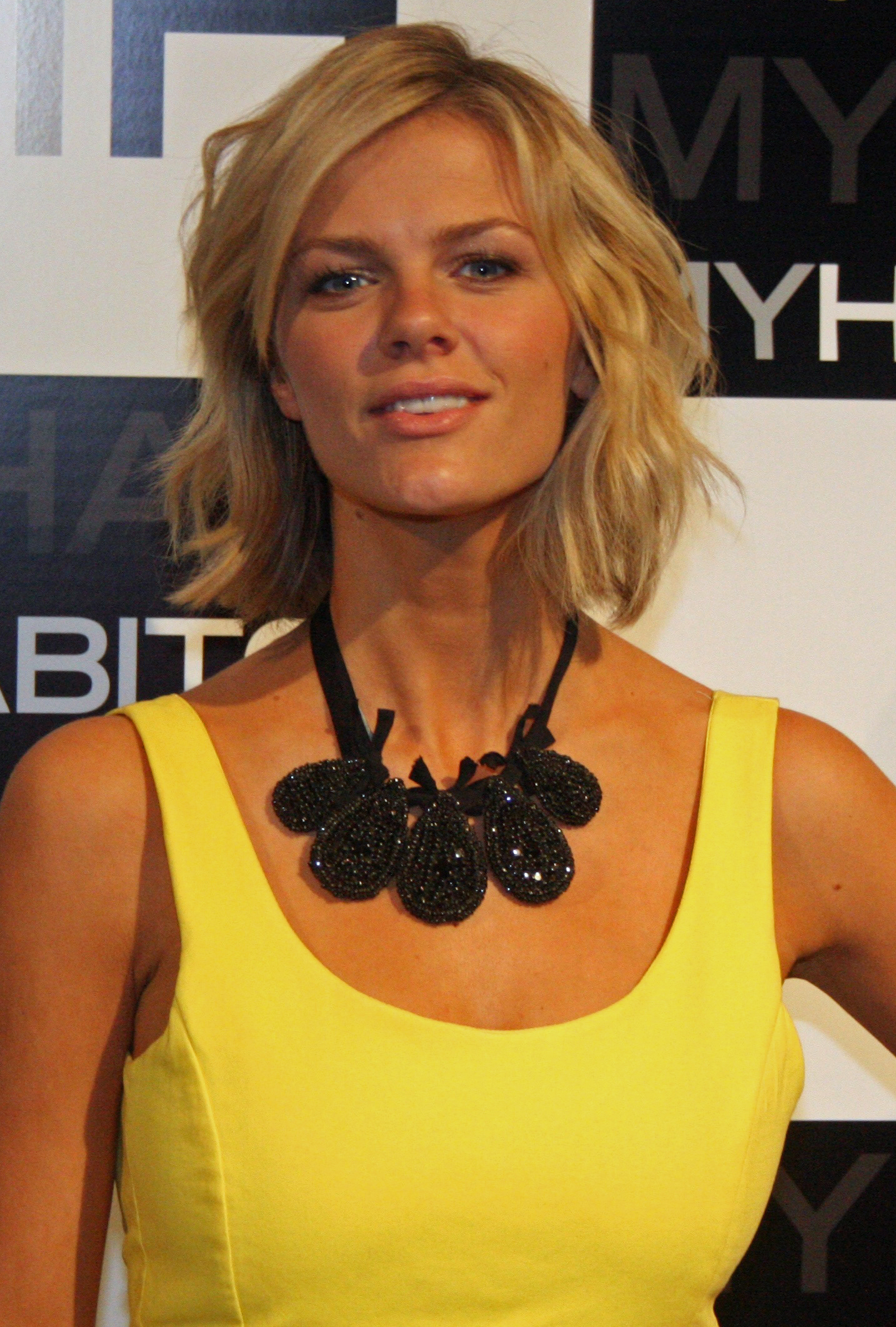
Lors d'une soirée mondaine, en 2011.

Brooklyn Decker fait une apparition dans la série télévisée Chuck, où elle interprète un mannequin chargé de faire décoller les ventes. En 2009, elle a également le rôle de Rachel, un modèle de maillot de bain dans la série télévisée Royal Pains. La même année, elle donne la réplique à America Ferrera et Eric Mabius pour un épisode de la série plébiscitée Ugly Betty.
En 2011, elle obtient son premier rôle au cinéma grâce à l'acteur et réalisateur Dennis Dugan pour la comédie Le Mytho. Cette production rencontre un franc succès au box office en dépit d'un accueil critique globalement défavorable. La jeune actrice se démarque cependant, par une nomination pour le Teen Choice Awards de la révélation féminine.

En 2012, elle joue alors dans deux productions exposées : le blockbuster de science-fiction Battleship, dans lequel elle donne la réplique à Taylor Kitsch, Liam Neeson et Rihanna, ainsi que la comédie chorale Ce qui vous attend si vous attendez un enfant ou elle joue la nouvelle épouse de Dennis Quaid, aux côtés d'une pléiade de stars comme Jennifer Lopez, Cameron Diaz, Elizabeth Banks et Rodrigo Santoro. Deux longs métrages qui lui permettent de côtoyer les hauteurs du box office, mais qui sont, en revanche, des échecs critiques,. Decker est même citée pour le Razzie Awards de la pire actrice dans un second rôle. 

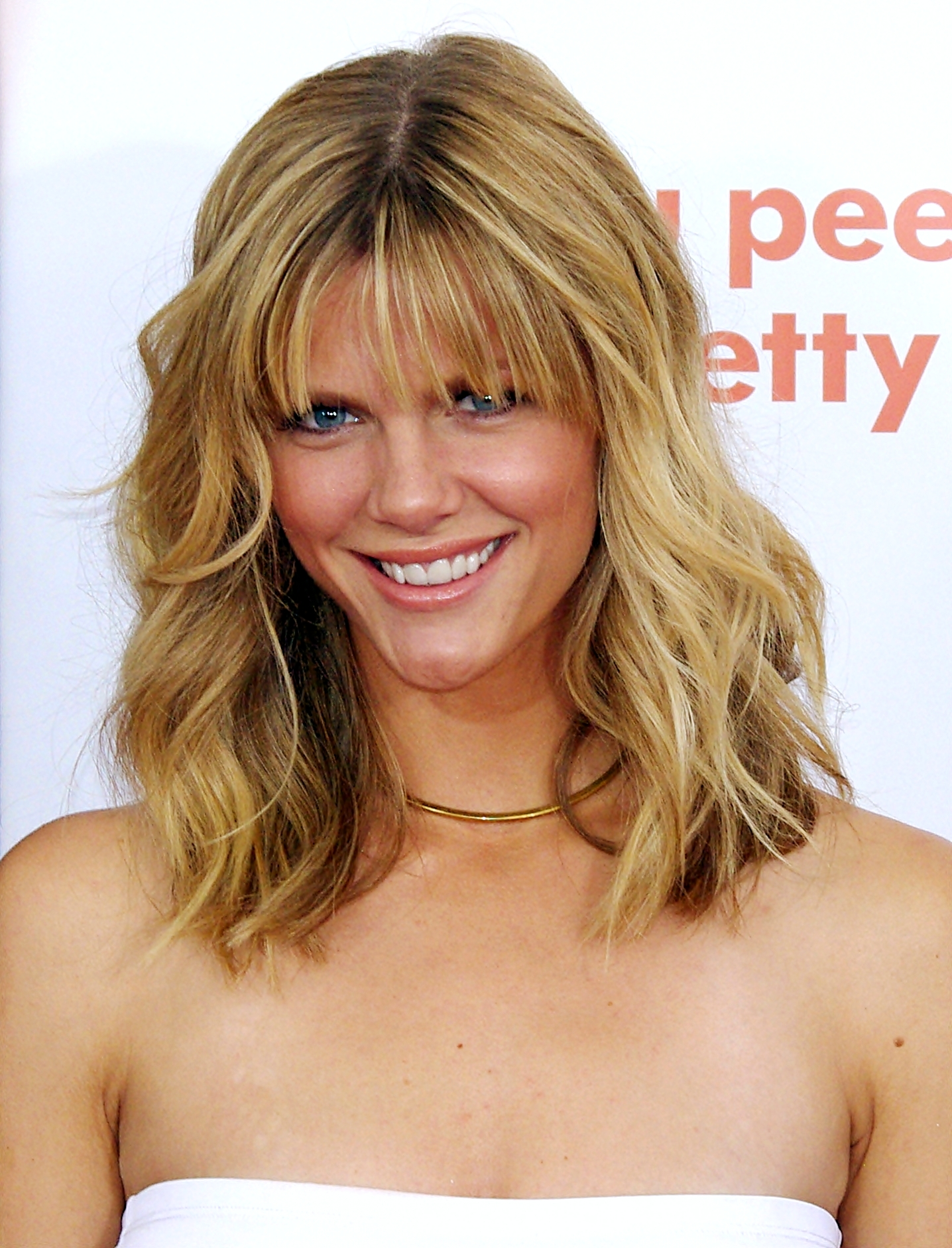
Brooklyn Decker à l'avant-première de Ce qui vous attend si vous attendez un enfant à New York en mai 2012.

Cette même année, elle joue dans trois épisodes de la quatrième saison de la série comique The League.
En 2013, elle joue les guest stars dans un épisode de New Girl. En 2014, elle seconde Patrick Wilson et Jessica Alba dans la comédie criminelle Stretch et elle rejoint la distribution principale de la série télévisée Friends with Better Lives aux côtés de James Van Der Beek et Kevin Connolly. Le long métrage passe inaperçu alors que la sitcom s'arrête au bout d'une seule saison, faute d'audiences.
L'année suivante, elle renoue avec le succès et la critique, grâce à deux projets : D'abord, un second rôle dans la comédie romantique indépendante Results, porté par le tandem Guy Pearce et Cobie Smulders, qui reçoit un accueil critique favorable, et elle rejoint la distribution principale de la série télévisée tragi-comique, Grace et Frankie. Dans ce show de la plateforme Netflix, elle incarne Mallory, l'une des deux filles de Jane Fonda et Martin Sheen. La série est plébiscitée et concourt lors de cérémonies de remises de prix prestigieuses comme les Golden Globes et les Primetime Emmy Awards.
Cet engagement lui permet de ne pas délaisser le cinéma et elle se consacre alors à un cinéma plus indépendant : elle joue une nouvelle fois dans un drame romantique salué, Lovesong avec Riley Keough et Jena Malone, elle porte la comédie Casual Encounters et apparaît également dans la comédie dramatique Band Aid de Zoe Lister-Jones.
En 2018, elle joue aux côtés de Regina Hall dans la comédie indépendante saluée par les critiques, Support the Girls.

## Vie privée
Depuis septembre 2007, Brooklyn Decker est la compagne du joueur de tennis américain Andy Roddick. Après s'être fiancés en mars 2008,, ils se marient le 17 avril 2009 à Austin, au Texas. En mai 2015, le couple annonce attendre son premier enfant. Assez discrets sur leur vie de famille, la presse américaine rend publique, en octobre 2015, la naissance de leur fils, Hank, né le 30 septembre 2015. En janvier 2018, le couple annonce la naissance de leur second enfant, une fille, Stevie, née en décembre 2017,.

### Image publique
Elle est considérée, en 2010, comme l'un des 55 visages à surveiller par l'organisation Young Hollywood Awards.
Elle apparaît aussi dans divers classements répertoriant des célébrités féminines : Elle atteint la 31ème position, en 2010, du Top 99 des femmes les plus désirables par AskMen, la 36ème place en 2011 et la 33ème place en 2012. Le célèbre magazine Maxim l'érige à la seconde place de son classement HOT 100, en 2010 et à la 16ème place en 2014.
En 2011, lors d'une interview accordée au magazine Self, elle révèle que lorsqu'elle était plus jeune, elle souffrait d'un trouble alimentaire et que c'est son père qui l'a sauvée.

## Filmographie

### Films

#### Longs métrages
- 2011 : Le Mytho de Dennis Dugan : Palmer Dodge
- 2012 : Battleship de Peter Berg : Samantha Shane
- 2012 : Ce qui vous attend si vous attendez un enfant de Kirk Jones : Skyler Cooper
- 2014 : Stretch de Joe Carnahan : Candace
- 2015 : Results d'Andrew Bujalski : Erin
- 2016 : Rules Don't Apply de Warren Beatty : Barbie
- 2016 : Casual Encounters de Zackary Adler : Laura Leonard
- 2016 : Lovesong de So Yong Kim : Lily
- 2017 : Band Aid de Zoe Lister-Jones : Candice
- 2018 : Support the Girls d'Andrew Bujalski : Kara

#### Courts métrages
- 2014 : Brooklyn Decker Threesome de Daryl Wein (en) : elle-même

### Télévision

#### Téléfilms
- 2007 : Lipshitz Saves the World de Chris Koch : Rebecca Fellini

#### Séries télévisées
- 2009 : Chuck : Job Applicant (saison 2, épisode 15)
- 2009 : Royal Pains : Rachel Ryder (saison 1, épisode 8)
- 2009 : Ugly Betty : Lexie (saison 4, épisode 4)
- 2012 : The League : Gina Gibiatti (saison 4, 3 épisodes)
- 2013 : New Girl : Holly (saison 2, épisode 15)
- 2014 : Friends with Better Lives : Jules Talley (rôle principal - 13 épisodes)
- 2015-2022 : Grace et Frankie : Mallory (rôle récurrent)

## Distinctions

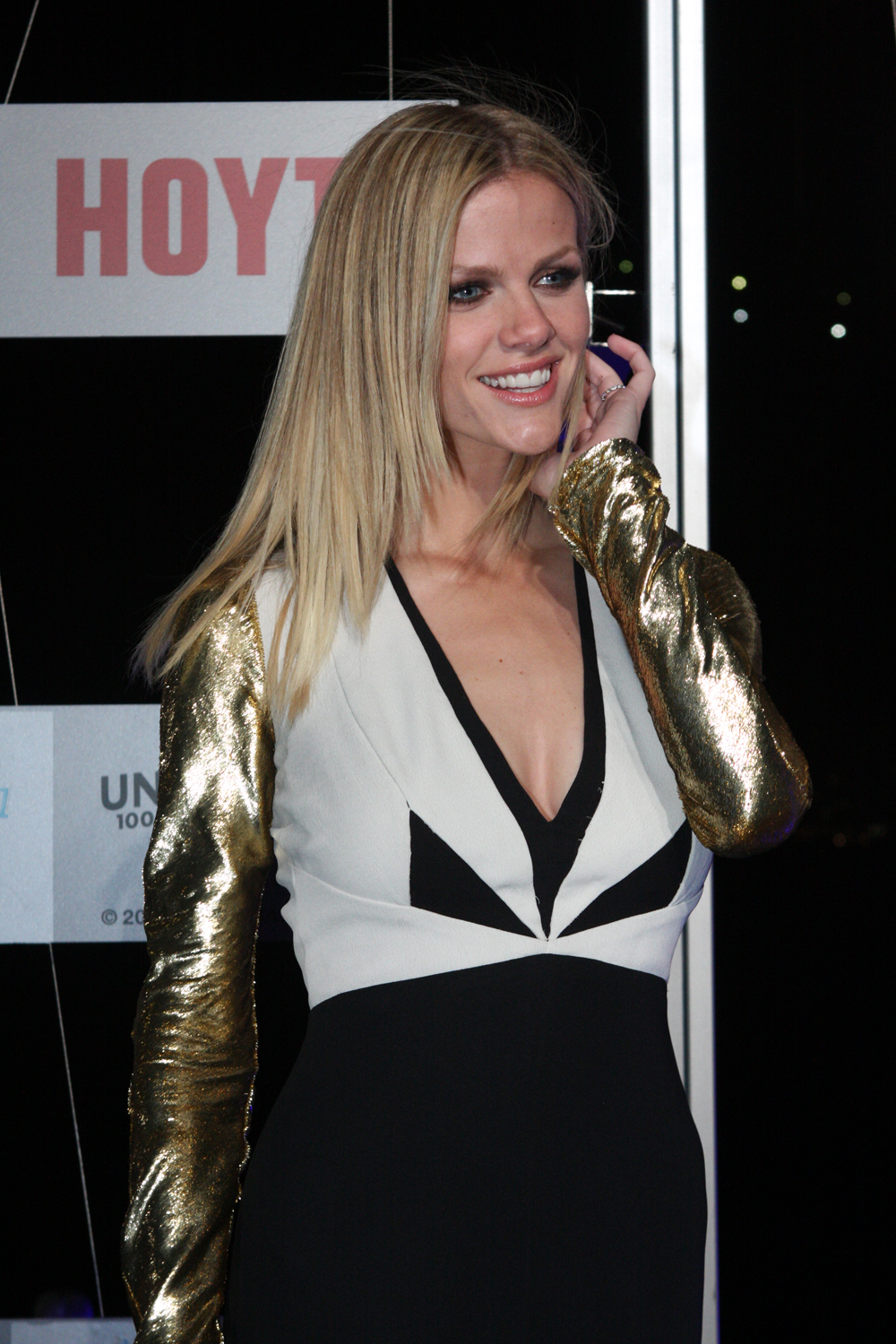
Lors de l'avant première australienne de Battleship, en 2012.

Sauf indication contraire ou complémentaire, les informations mentionnées dans cette section proviennent de la base de données IMDb.

### Récompenses
- Teen Choice Awards 2011 : Meilleure révélation féminine pour Le Mytho

### Nominations
- 32e cérémonie des Razzie Awards 2012 : Pire couple à l'écran pour Le Mytho, nomination partagée avec Adam Sandler et Jennifer Aniston
- 33e cérémonie des Razzie Awards 2013 : Pire actrice dans un second rôle pour Battleship et Ce qui vous attend si vous attendez un enfant